# 20363 Komitov
20363 Komitov este un asteroid din centura principală de asteroizi.

## Descriere
20363 Komitov este un asteroid din centura principală de asteroizi. A fost descoperit pe 18 mai 1998 la Stația Anderson Mesa în cadrul programului LONEOS. Asteroidul prezintă o orbită caracterizată de o semiaxă mare de 2,64 ua, o excentricitate de 0,20 și o înclinație de 8,7° în raport cu ecliptica.